# Jupiter Europa Orbiter
Com a part de l'extingida missió Europa Jupiter System Mission – Laplace (EJSM/Laplace), el Jupiter Europa Orbiter (JEO) va ser una proposta de sonda orbitador programada per a l'enlairament en el 2020 i es preveu que estudiï detalladament els Satèl·lits de Júpiters Europa i Io com també la magnetosfera de Júpiter. El seu principal objectiu ha estat buscar la possible evidència d'un oceà sota la superfície.